# Melanopella insularis
Melanopella insularis is een hooiwagen uit de familie Sclerosomatidae.